# Leucon acutirostris
Leucon acutirostris är en kräftdjursart som beskrevs av Georg Ossian Sars 1865. Leucon acutirostris ingår i släktet Leucon och familjen Leuconidae. Arten är reproducerande i Sverige. Inga underarter finns listade i Catalogue of Life.

## Bildgalleri

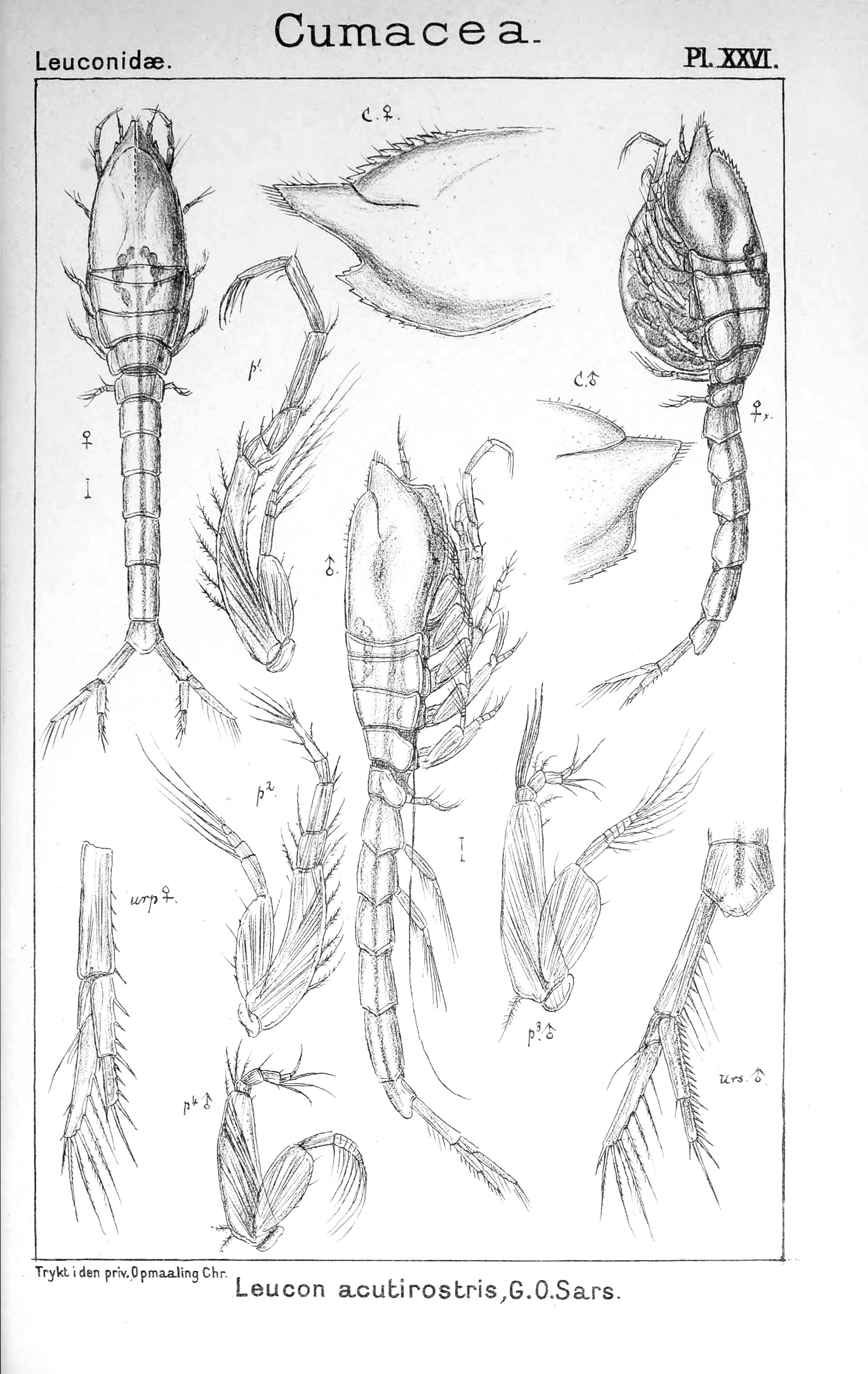